# 上維爾-利利

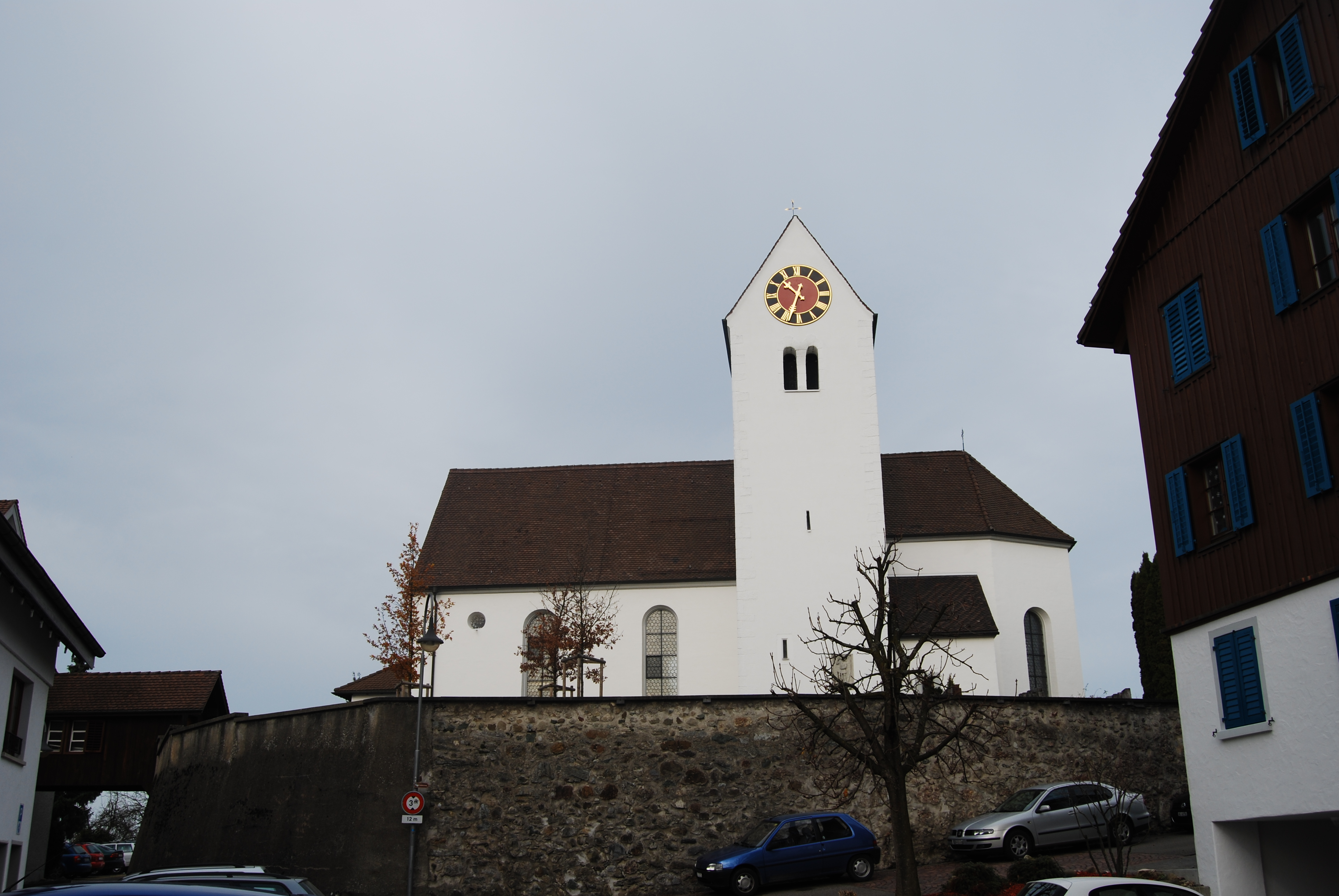

上維爾-利利是瑞士的城鎮，位於該國北部，由阿爾高州負責管轄，面積5.35平方公里，海拔高度530米，2012年人口2,174，四成人口信奉羅馬天主教，人口密度每平方公里406人。